# Hoeve Martin

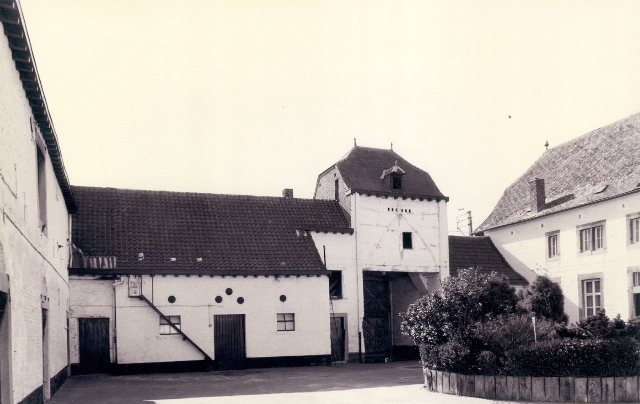
Hoeve Martin in Jesseren

Hoeve Martin is een kasteelachtige hoeve, gelegen aan Jesserenstraat 83 te Jesseren.
Gedurende lange tijd is dit kasteel eigendom geweest van Graaf de Briey, die op het Kasteel van Betho woonachtig was.
Deze gesloten hoeve heeft een woonhuis, en een straatvleugel met poortgebouw, die stammen uit de eerste helft van de 18e eeuw. De schuur is mogelijk 17e-eeuws. De stal, vermoedelijk met een kern uit de eerste helft van de 18e eeuw, werd in de 19e eeuw sterk verbouwd en verhoogd.
Het poortgebouw oogt als een vierkante toren, en is gedekt door een hoog wolfsdak. Aan de erfzijde is nog de vakwerkbouw te zien waarin het poortgebouw werd opgetrokken.